# Kouromokdei
Kouromokdei (ou Kouro Mokdaye, Mocdaye, Mokday) est une localité du Cameroun située dans la commune de Guémé (arrondissement de Vélé), le département du Mayo-Danay et la Région de l'Extrême-Nord, à proximité de la frontière avec le Tchad.

## Population
En 1967 la localité comptait 538 habitants, principalement des Peuls.
Lors du recensement de 2005, on y a dénombré 1 405 personnes.